# Срачинец
Срачинец је насељено место и седиште општине у Вараждинској жупанији, Хрватска. До територијалне реорганизације у Хрватској налазио се у саставу бивше велике општине Вараждин.

## Становништво
На попису становништва 2011. године, општина Срачинец је имала 4.842 становника, од чега у самом Срачинцу 3.897.

## Попис1991.
На попису становништва 1991. године, насељено место Срачинец је имало 3.613 становника, следећег националног састава:
| Попис 1991.‍   | Попис 1991.‍  | Попис 1991.‍ | Попис 1991.‍ | Попис 1991.‍ |
| ------------- | ------------ | ----------- | ----------- | ----------- |
|               |              |             |             |             |
| Хрвати        | Хрвати       |             | 3.523       | 97,50%      |
| Југословени   | Југословени  |             | 13          | 0,35%       |
| Словенци      | Словенци     |             | 10          | 0,27%       |
| Срби          | Срби         |             | 10          | 0,27%       |
| Албанци       | Албанци      |             | 1           | 0,02%       |
| Мађари        | Мађари       |             | 1           | 0,02%       |
| Македонци     | Македонци    |             | 1           | 0,02%       |
| Муслимани     | Муслимани    |             | 1           | 0,02%       |
| Црногорци     | Црногорци    |             | 1           | 0,02%       |
| остали        | остали       |             | 2           | 0,05%       |
| неопредељени  | неопредељени |             | 9           | 0,24%       |
| непознато     | непознато    |             | 41          | 1,13%       |
| укупно: 3.613 |              |             |             |             |